# Otto von Garnier (General, 1830)
Otto Wladislaus Aloys Joseph Ernst Eduard von Garnier (* 18. Februar 1830 auf Beatenhof, Kreis Rybnik; † 2. Februar 1908 in Monte Carlo) war ein preußischer Generalleutnant.

## Leben

### Herkunft
Otto war ein Sohn des gleichnamigen Herrn auf Czorke Otto von Garnier (1804–1885) und dessen Ehefrau Wilhelmine, geborene von Blacha und Lub (1804–1864).

### Militärkarriere
Nach dem Besuch der Kadettenhäuser in Wahlstatt und Berlin wurde Garnier am 22. April 1847 als charakterister Portepeefähnrich dem 10. Infanterie-Regiment der Preußischen Armee überwiesen. Nachdem er Mitte Dezember 1847 das Patent zu seinem Dienstgrad erhalten hatte, wechselte er am 4. Juli 1848 mit der Versetzung in das 6. Husaren-Regiment die Waffengattung und avancierte bis Mitte Mai 1859 zum Premierleutnant. Ab Mitte Juli 1859 war Garnier zur Dienstleistung als Eskadronführer zum 6. Landwehr-Husaren-Regiment nach Neustadt kommandiert, stieg Mitte Februar 1860 Rittmeister auf und kehrte mit der Ernennung zum Eskadronchef am 18. April 1865 in das 2. Schlesische Husaren-Regiment Nr. 6 zurück. In dieser Eigenschaft nahm er 1866 während Krieges gegen Österreich an der Schlacht bei Königgrätz teil.
Nach Kriegsende erfolgte am 30. Oktober 1866 seine Versetzung in das 2. Westfälische Husaren-Regiment Nr. 11 nach Harburg. Garnier stieg Mitte Juni 1869 zum Major auf und fungierte ab dem 20. Juli 1870 für die Dauer der Mobilmachung anlässlich des Krieges gegen Frankreich als etatmäßiger Stabsoffizier. Er nahm an den Kämpfen bei Spichern, Vionville, Gravelotte, Vaucelles und Chérisey sowie vor Paris teil.
Ausgezeichnet mit dem Eisernen Kreuz II. Klasse wurde Garnier nach dem Vorfrieden von Versailles zum etatmäßigen Stabsoffizier ernannt. Am 28. Mai 1874 folgte seine Versetzung als Kommandeur des 2. Pommerschen Ulanen-Regiments Nr. 9 nach Demmin. In dieser Stellung avancierte er bis Ende März 1877 zum Oberst. Unter Stellung à la suite beauftragte man Garnier am 16. November 1882 zunächst mit der Führung der 17. Kavallerie-Brigade (Großherzoglich Mecklenburgische) in Schwerin, ernannte ihn am 12. Dezember 1882 zum Brigadekommandeur und befördert ihn am 3. August 1883 zum Generalmajor. Anlässlich des Ordensfestes erhielt er im Januar 1886 den Roten Adlerorden II. Klasse mit Eichenlaub und wurde am 4. November 1886 unter Verleihung des Kronen-Ordens II. Klasse mit Stern mit der gesetzlichen Pension zur Disposition gestellt.
Nach seiner Verabschiedung erhielt Garnier am 13. Dezember 1887 den Charakter als Generalleutnant und Großherzog Friedrich Franz III. würdigte ihn am 13. Dezember 1887 durch die Verleihung des Großkreuzes des Greifenordens.
Er starb am 2. Februar 1908 in Monte Carlo.

### Familie
Garnier heiratete am 8. Oktober 1856 in Brieg Agnes von Mitzlaff (1837–1914). Das Paar hatte mehrere Kinder:
- Agnes (* 1857) ⚭ 1905 Carl von Kühlewein (1846–1916), Unternehmer und Numismatiker
- Otto (1859–1947), preußischer General der Kavallerie ⚭ 1886 Antonie von Choltitz (* 1864)[1]
- Philipp (* 1864), preußischer Premierleutnant